# Гуровка (Башкортостан)
Гуровка (баш. Гуровка) — село в Кушнаренковском районе Башкортостана, входит в состав Старокамышлинского сельсовета. 

## Население
| 2002 | 2009 | 2010 |
| ---- | ---- | ---- |
| 110  | ↘89  | ↘76  |

Национальный состав
Согласно переписи 2002 года, преобладающая национальность — башкиры (61 %).

## Географическое положение
Расстояние до:
- районного центра (Кушнаренково): 31 км,
- центра сельсовета (Старые Камышлы): 5 км,
- ближайшей ж/д станции (Уфа): 36 км.

## Известные уроженцы
- Рассказов, Иван Павлович (26 августа — 28 февраля 1980) — работник Уфимского завода аппаратуры связи, Герой Социалистического Труда, участник Великой Отечественной войны[5].